# Jan van Essen (geestelijke)

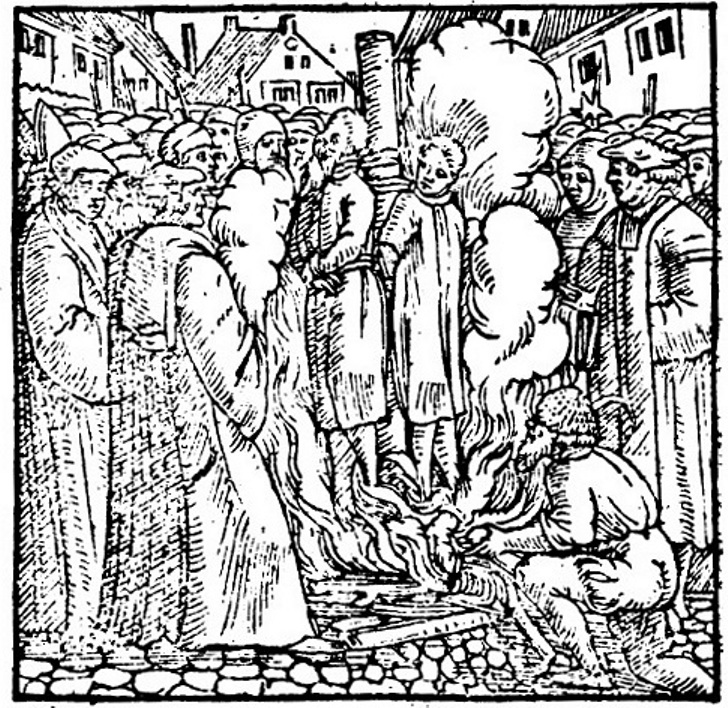
Jan van Essen en Hendrik Voes

Jan (Johan, Johannes, Jean) van Essen, soms ook (d')Esch of Van (den) Esschen (?,? - Brussel, 1 juli 1523) was een uit 's-Hertogenbosch afkomstige monnik in het augustijner Sint-Andriesklooster te Antwerpen. Hij kwam op de Grote Markt van Brussel op de brandstapel als straf voor zijn Lutherse ketterij, samen met zijn medebroeder Hendrik Voes. Zij waren de eerste slachtoffers van de inquisitie in de Nederlanden die voor hun geloofsovertuiging op de brandstapel kwamen.
Aanvankelijk concentreerde de inquisitie zich op de orde van de Augustijnen, waartoe Luther immers behoord had. Toen na de veroordeling van Hendrik van Zutphen het augustijner klooster te Antwerpen eerst ontwijd en daarna gesloopt werd, bracht men op 8 oktober 1522 de 16 monniken naar Vilvoorde. Dertien van hen waren bereid hun ketterij te herroepen. De overigen werden ontwijd en daarna verbrand. Het waren de eerste terechtstellingen in de strijd tegen de Reformatie, niet alleen in de Nederlanden maar in geheel Europa.
Maarten Luther eerde de terechtgestelde monniken met het gedicht "ein neues Lied wir heben an":
Een nieuw lied heffen we aan
Zo wil het God onze Heer
Te zingen wat God heeft gedaan
Tot zijn lof en eer
Te Brussel in het Nederland
Door twee jongelingen
Heeft hij zijn wonder bekendgemaakt
Dat hij met zijn zegeningen
Zo rijkelijk heeft versierd
De geschiedenis van Voes en Van Essen werd al in 1523 te boek gesteld onder de titel Historia de duobus Augustensibus. Het boek werd ook vertaald in het Duits en in Erfurt uitgegeven.